# タレブ・タワサ
タレブ・タワサ（Taleb Tawatha，1992年7月16日 - ）は、イスラエル・ジスル・アズ・ザルカ出身のサッカー選手。マッカビ・ハイファFC所属。ポジションは、ディフェンダー。

## 経歴
2009年にマッカビ・ハイファFCに加入すると、2010-11シーズンのイスラエル・プレミアリーグで新人賞を受賞した。
2016年7月にアイントラハト・フランクフルトに3年契約で移籍した。
2019年9月11日、PFCルドゴレツ・ラズグラドに移籍した。